# Nieuw Sociaal Contract
Nieuw Sociaal Contract (NSC) is een Nederlandse politieke partij, opgericht door onder meer oud-CDA-politicus Pieter Omtzigt in 2023. Belangrijke onderwerpen van het eerste partijprogramma zijn goed overheidsbestuur, toegang voor alle burgers tot basisbehoeften als zorg, onderwijs en huisvesting en bestaanszekerheid op de lange termijn. De partij wil deze idealen niet alleen binnen het politiek overheidsbestuur vormgeven maar ook in de samenleving.

## Geschiedenis

### Begrip 'nieuw sociaal contract'
In februari 2021 werd het boek Een nieuw sociaal contract, van Omtzigts hand, gepubliceerd, waarin hij de redenen en ervaringen uiteenzet die voerden tot zijn overtuiging, dat hervormingen van het politiek bestuurlijk systeem onontbeerlijk zijn voor een brede welvaart, en dat een herstel nodig is van het evenwicht tussen macht en tegenmacht in het politiek bestuur. In het boek doet hij tien voorstellen voor mogelijke verandering. Deze ideeën waren bedoeld om te gebruiken door het Christen-Democratisch Appèl (CDA), de partij waarvoor hij op dat moment in de Tweede Kamer zat.
Naar aanleiding van het uitlekken van een intern memo waarin Omtzigt zijn mening geeft over het functioneren van, en omgangsnormen in zijn partij, voelde Omtzigt zich in juni 2021 gedwongen zijn lidmaatschap van het CDA op te zeggen. Hij was met voorkeursstemmen direct in de Kamer gekozen en ging in september van dat jaar door als afsplitser in een eenmansfractie.

### Eigen partij
Na de val van het kabinet-Rutte IV op het te voeren asielbeleid, werden de Tweede Kamerverkiezingen vervroegd en richtte Omtzigt met enige anderen op 19 augustus 2023 de partij Nieuw Sociaal Contract op. Zijn manifest uit 2021 diende als basis voor de opvattingen van de nieuwe partij, waarvoor een nieuw basisdocument van 40 pagina's werd gepubliceerd. Eerder was een steunfonds opgericht om budget bijeen te krijgen. Het kernteam bestaat uit onder andere woordvoerder Nicolien van Vroonhoven, partijvoorzitter Hein Pieper, bestuurslid Bert van Boggelen, Kilian Wawoe, verantwoordelijk voor de kandidatenlijst, en Eddy van Hijum, oud-gedeputeerde van Overijssel.
Op 20 augustus 2023 zei Omtzigt in dagblad Tubantia, dat zijn partij bij de Tweede Kamerverkiezingen van november 2023 niet nastreefde de grootste partij te worden. Een maand eerder werd een mogelijke partij onder leiding van Omtzigt al op 46 zetels gepeild. De voorkeur ging uit naar verantwoorde groei, zodat het ideaal van een nieuwe bestuurscultuur ook binnen de eigen partij kon worden vormgegeven. Mocht NSC wel de grootste partij worden, wilde hij niet per se minister-president worden, maar mede-verantwoordelijkheid nemen in een coalitie die anders is opgetuigd dan Nederland de decennia ervoor gewend was. In plaats daarvan wilde hij een kabinet met een regeerakkoord op hoofdlijnen, en ministers die als deskundige ook van buiten het parlement konden komen. Zo kon er samenwerking op regeringsniveau zijn en zou hij fractievoorzitter in de Tweede Kamer kunnen zijn.

Partijleider Pieter Omtzigt die lijsttrekker wordt, en woordvoerder Nicolien van Vroonhoven, latere vice-lijsttrekker, bij de eerste ledenvergadering van NSC op 10 november 2023.

In september werd de kandidatenlijst bekendgemaakt en sloot hij in een praatprogramma niet uit eventueel toch premier te willen worden. Eddy van Hijum werd voorzitter van de commissie die het verkiezingsprogramma ging schrijven. De eerste ledendag was op 10 november 2023, waarbij besloten werd tot de oprichting van de jongerenafdeling Jong Sociaal Contract en deelname aan de Europese Parlementsverkiezingen van 2024. Hein Pieper was toen alweer teruggetreden na controverse om een afgesloten arbeidsconflict uit 2004 waarvan hij niet alle details aan Omtzigt had meegedeeld. Bestuurslid Bert van Boggelen nam de taak over.

### Tweede Kamerverkiezingen 2023

De grootste politieke partij per gemeente: goudgeel vertegenwoordigt de gemeenten waar NSC de meeste stemmen heeft behaald.

In de campagnetijd stelden Omtzigt en Vroonhoven zich bescheiden op. Men zei na de verkiezingen het liefst vanuit de Kamer te willen gaan werken, omdat streven van de partij is het parlement meer macht te geven: "We hebben een parlementaire democratie, geen presidentiële democratie".
Omtzigt positioneerde de partij aan de rechterkant van het midden. Als de partij met de VVD de grootste zou worden, dacht hij te kunnen gaan samenwerken met "een subsectie van" VVD, NSC, BBB, CDA, SGP en JA21. De partij zag geen samenwerking met Geert Wilders zolang het PVV-verkiezingsprogramma volledig werd onderschreven.
Bij de Tweede Kamerverkiezingen op 22 november 2023 werden twintig zetels behaald, zo'n 90 procent van de NSC-stemmen ging naar lijsttrekker Omtzigt. In een brief aan de verkenner voor de kabinetsformatie, de door verkiezingswinnaar Geert Wilders voorgedragen Ronald Plasterk (PvdA), interpreteerde de partij de verkiezingsuitslag als een roep om een einde te maken aan de naar binnen gerichte bestuurscultuur, waarbij besluiten genomen waren die burgers geschaad hadden in plaats van geholpen. Steun aan een regering was alleen mogelijk wanneer die alle grondrechten zou waarborgen, de grenzen van de democratische rechtsstaat zou bewaken en in woord en daad zou zoeken naar verbinding in de samenleving. De partij nam deel aan de informatieronde voor de kabinetsformatie, met PVV, VVD en BBB, en gaf op 10 januari tegenover informateur Plasterk aan, geen zitting te willen nemen in een meerderheids- of minderheidskabinet waar ook de PVV aan deel zou gaan nemen, omdat de rechtsstatelijke afstand te groot was. Begin februari 2024 trok NSC zich kort voor einde terug uit de tweede informatiedeelronde, over eventuele samenwerking op belangrijke beleidsterreinen, wegens gebrek aan vertrouwen om met alle deelnemende partijen tot de nodige bezuinigingen te komen, en tegelijkertijd de beloftes aan de eigen kiezers waar te kunnen maken. Omtzigt gaf aan nog steeds open te staan voor onderhandelingen. Uiteindelijk werd het kabinet-Schoof, bestaande uit PVV, VVD, NSC en BBB, ingezworen op 2 juli 2024.

### 2024: burgemeester en nieuwe leider
Op 9 juli 2024 droeg de gemeenteraad van Bloemendaal NSC'er Michel Rog voor als nieuwe burgemeester. De installatie vond plaats op 3 oktober van dat jaar.
In september 2024 trok leider Omtzigt zich tijdelijk terug vanwege een burn-out. Zijn werkzaamheden werden overgenomen door partijgenoot Nicolien van Vroonhoven, totdat hij in november weer terugkeerde, waarna ze het fractievoorzitterschap deelden. In april 2025 trok Omtzigt zich definitief terug uit de Haagse politiek en werd Van Vroonhoven de nieuwe fractievoorzitter en politiek NSC-leider.

## Volksvertegenwoordiging

### Tweede Kamer
| Verkiezingsjaar | Lijsttrekker   | Kandidatenlijst | Aantal stemmen | % van de stemmers | Aantal behaalde zetels | Kabinetsdeelname |
| --------------- | -------------- | --------------- | -------------- | ----------------- | ---------------------- | ---------------- |
| 2023            | Pieter Omtzigt | Kandidatenlijst | 1.343.287      | 12,88%            | 20 / 150               | Schoof           |

### Europees Parlement
| Verkiezingsjaar | Lijsttrekker | Kandidatenlijst | Aantal stemmen | % van de stemmers | Aantal behaalde zetels |
| --------------- | ------------ | --------------- | -------------- | ----------------- | ---------------------- |
| 2024            | Dirk Gotink  | Kandidatenlijst | 233.564        | 3,75%             | 1 / 31                 |

Sinds 16 juli 2024 wordt NSC in het Europees Parlement vertegenwoordigd door Dirk Gotink.

## Organisatie

### Voorzitters
- Hein Pieper (24 augustus 2023 – september 2023)[31][32]
- Bert van Boggelen (waarnemend) (september 2023 – juli 2024)[32]
- Kilian Wawoe (december 2024 – heden)

### Ledentallen
| Datum      | Aantal leden |
| ---------- | ------------ |
| 1 jan 2024 | 8811         |
| 1 jan 2025 | 7991         |

Bron: Nieuw Sociaal Contract (NSC) - ledentallen (Documentatiecentrum Nederlandse Politieke Partijen)

### Erelid
Op het congres van 24 mei 2025 in Arnhem werd oprichter en vertrokken Tweede Kamerlid Pieter Omtzigt benoemd tot erelid van de partij.

### Wetenschappelijk Instituut
Oud-Kamerlid Rosanne Hertzberger trad in januari 2025 toe tot het Wetenschappelijk Instituut van NSC.